# La Mort aux Juifs
La Mort aux Juifs est l'ancien nom d'un hameau situé route de Louzouer, dans la commune française de Courtemaux, dans le département du Loiret en région Centre-Val de Loire, constitué d'une ferme et quatre maisons avec une mare. À la suite d'une demande du centre Simon-Wiesenthal au ministre de l'intérieur Bernard Cazeneuve, et sur insistance du sous-préfet, le conseil municipal finit en décembre 2014 par débaptiser le hameau,.
Il porte désormais les noms de Les Croisilles et La Dogetterie.

## Toponymie

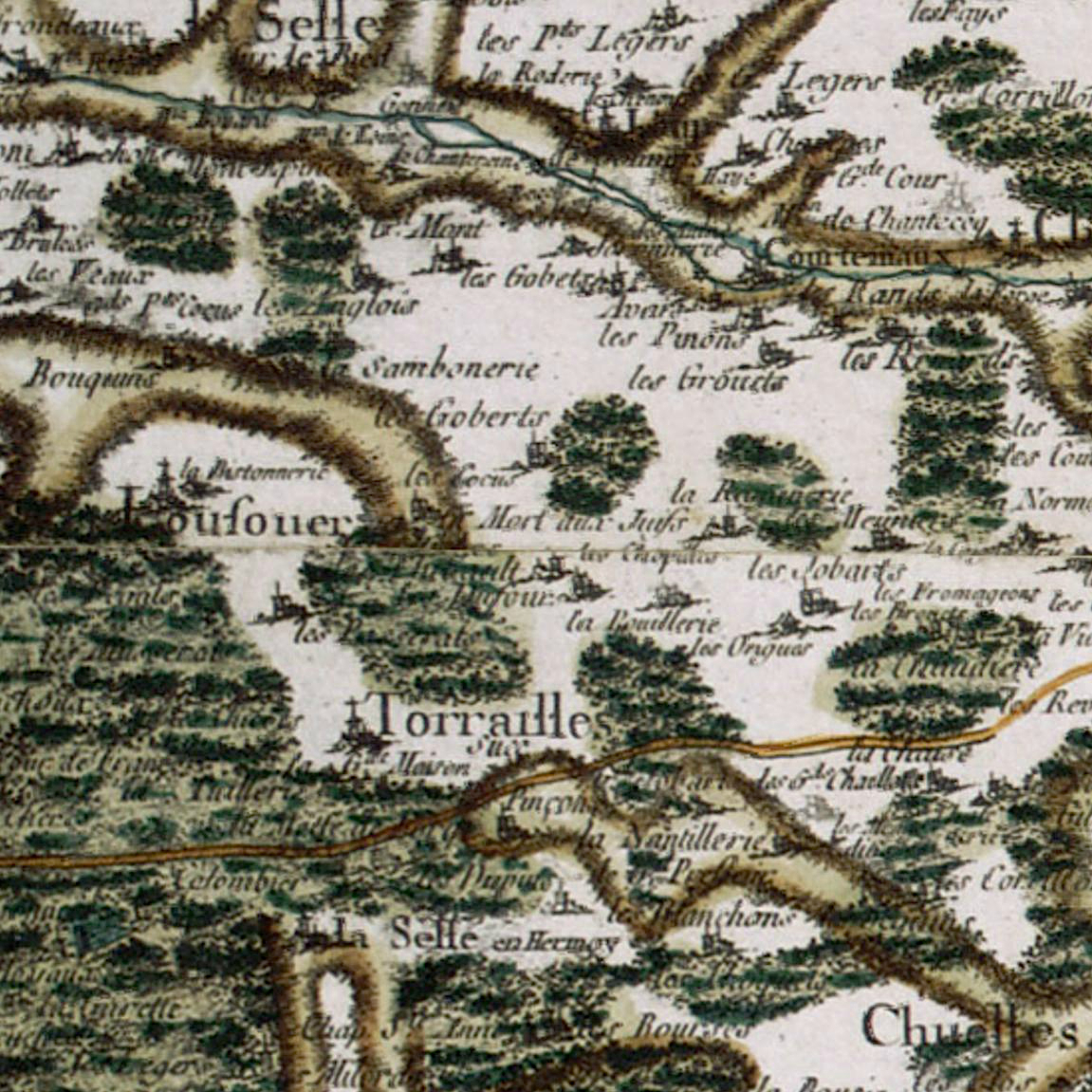
La Mort aux Juifs sur la carte de Cassini vers 1757.

Ce hameau est appelé « la Mort aux Juifs » sur la carte de Cassini (vers 1757). Un « noble homme Messire Pierre Ozon, sieur de la Mort-aux-Juifs » y est attesté à la fin du XVIIe siècle,.
Différentes origines sont évoquées :
- le toponymiste et chargé de recherche au Centre national de la recherche scientifique (CNRS) Pierre-Henri Billy explique ce nom comme signifiant « la mare à purin », « Mort » étant le rhabillage relativement courant du mot *more ou *maure, correspondant à la prononciation dialectale de mare dans les toponymes du bassin de moyenne et basse Loire[2], et purin se disant juin dans l'Orléanais (du latin suinus signifiant « porcin »), lequel se serait dénasalisé en « jui » puis aurait pris la graphie « juif » qui était prononcée sans le f final en ancien français[2]. Cette explication prolonge celle de l'historien local Paul Gache, qui écrivait en 1972 : « On sait que souvent une mare médiévale est devenu un mort, ainsi la mare au Juif (singulier) est devenu la Mort aux Juifs (pluriel). »[8] ;

- François Carré, dans une étude de toponymie publiée en 1999, retient aussi comme étymologie « La mare aux Juifs » ou « Le marais aux Juifs », considérant qu'« une connotation antisémite est probable dans le cadre d'une étymologie populaire, mais il ne se référait à l'origine à nulle intention de génocide : « mort » est sans doute une mare ou un marais »[9] » ;

- l'historien et romancier Pierre Miquel, reprenant une tradition locale[1], évoque « le marc-au-juif », correspondant à un péage fixé à un marc d'argent dont le préposé aurait été un juif, ou payé par les négociants juifs[10] ;

- Jacques-Léon Pons[11] propose « Le Mort-au-Juis », renvoyant aux bois de justice, c'est-à-dire soit à un pendu, soit « (si l'on tient compte du sens dérivé tardivement de juis : « Croix du Christ ») un crucifix, avec le « mort », c'est-à-dire le corps du crucifié (non représenté pendant des siècles sur les croix des carrefours) ». En effet, « « Juifs » est souvent une « fausse étymologie populaire » pour Juis ou Juy, qui vient du latin judicium et signifie « bois de justice », « potence », « gibet ». Ainsi, par exemple, Foljuif, près de Nemours, vient de « faucale judicium », « les bois de haute justice (peine capitale), le signe de haute justice » » ;

- enfin, reprenant des suppositions non référencées de certains « érudits locaux »[12], Stéphane Gendron[13], après Jacques Soyer[14], rejoignent l'hypothèse émise au XIXe siècle d'un possible lien avec une ordonnance du roi Jean le Bon[15] dirigée contre les « Italiens, Lombards, Ultramontains et autres usuriers », signée le 18 juillet 1353[16] à moins de 5 km de là, au château royal de Chantecoq[15],[17] et supposent (sans autres sources) le souvenir d'un pogrom local[11].

## Géographie
Le hameau est situé à environ 3 km au sud-ouest du bourg de Courtemaux, à 150 m au nord-est du bois du Buisson et à 700 m au sud de l'autoroute A19. Il se trouve sur la route de Louzouer, entre le hameau Les Gobets et le bourg de la commune voisine, Louzouer.

## Histoire
La Mort-aux-Juifs était le principal fief de la paroisse de Courtemaux. C'était un fief censitaire mais non justicier. À la fin du XVIIe siècle, Pierre Ozon était le sieur de la Mort-aux-Juifs.

## Économie
Un élevage porcin est installé sur le hameau, appelé depuis 1982 « La Mare aux Geais ».

## Controverse pour un changement de nom
Des habitants de la commune prennent à plusieurs reprises en 1977 et en 1980 l'initiative de réclamer un changement du toponyme : des pétitions et une lettre au président de la République française sont évoquées par les sources.
En 1992, le président de la Ligue internationale contre le racisme et l'antisémitisme (LICRA) de la région Centre, puis le Mouvement contre le racisme et pour l'amitié entre les peuples (MRAP), font une demande de changement de nom auprès du maire, des autorités préfectorales et du ministère de l'intérieur. Le député de la Charente Pierre-Rémy Houssin adresse une question écrite de même nature à Paul Quilès, ministre de l'intérieur. En septembre 1993, le sujet est également évoqué auprès du Conseil de l'Union européenne par le député européen James Ford, qui souhaite voir celui-ci « entreprendre des démarches auprès du gouvernement français afin de lui demander de faire pression sur les autorités appropriées pour qu'elles changent immédiatement ce nom à connotation raciste et antisémite ».
L'historien Henry Rousso et le journaliste Éric Conan y voient l'exemple « [confinant] proprement à l'absurde » d'« un « discours » ambiant, plus politique, porté de-ci de-là par des militants tardifs de la mémoire. Ces derniers semblent s'être reconvertis d'une militance d'action prophétique à une militance d'inquisition rétroactive. Faute d'avoir une action réelle contre le « fascisme » d'aujourd'hui qu'il soit réel ou fantasmé, on porte l'attaque, résolument, sur le fascisme d'hier. On exige un geste présidentiel, on pétitionne, on dénonce l'État intrinsèquement « vichyste » qui garde au coffre les « secrets des archives », on se lance dans des épurations de la mémoire, on débaptise sauvagement les rues ».
En décembre 1993, la mairie selon certaines sources, le Conseil d'État selon d'autres,, change le nom (d'usage ?) au profit de la « route de Louzouer. » Le toponyme demeure cependant inscrit au cadastre.
En 2014, la controverse est relancée quand le Centre Simon-Wiesenthal demande à nouveau le changement de nom. Son directeur des relations internationales, Shimon Samuels, reprenant le problème à la base, se dit « choqué que ce nom soit passé inaperçu pendant les soixante-dix ans qui ont suivi la libération de la France du national-socialisme et du régime de Vichy. ». 
Une conseillère municipale de Courtemaux, Marie-Elisabeth Secrétand, déclare à la presse qu’« il faudrait pour changer de nom une décision du conseil municipal, mais cela m'étonnerait bien. Pourquoi changer un nom qui remonte au Moyen Âge, ou à plus loin encore ? Il faut respecter ces vieux noms ». Celle-ci est désavouée par M. Michel Vouette, maire de Courtemaux qui décide de mettre à l’ordre du jour du prochain conseil municipal la suppression de la mention incriminée.
L'hebdomadaire Marianne estime que la traduction du nom du village, dans le communiqué du Centre Simon-Wiesenthal, par « Death to the Jews » (Mort aux juifs) est troublante. En effet, d'après le magazine, « Il existe une différence notable, due à la présence ou non du déterminant « la » et des tirets entre les mots : sans, il s’agit d’une injonction à tuer des juifs, avec, d’un lieu où des juifs sont morts. Cette absence de nuance a généré un quintal de commentaires haineux envers la France et les personnes de confession juive sur les sites d’information ».
En décembre 2014, réuni une première fois pour statuer, le conseil municipal refuse de débaptiser le hameau. Le maire, « Michel Vouette explique que, pour les élus et les habitants de Courtemaux, le nom du hameau n’avait pas une connotation antisémite et qu’ils auraient voulu le conserver par attachement à l’histoire du village. ». Le sous-préfet menace alors de saisir le tribunal administratif si le conseil ne revient pas sur sa décision sous trois jours. Celui-ci se réunit à nouveau et décide de rayer « La Mort-aux-Juifs » du cadastre pour le remplacer par deux nouveaux noms de hameaux « Les Croisilles » et « La Dogetterie ».

## Autres cas similaires
- Un village du nord de l'Espagne se nommait « Castrillo Matajudíos » traduction : « Castrillo tue les juifs ». En 2014, un référendum a été organisé pour proposer le changement du nom en « Mota de Judios » traduction : « la colline des Juifs », modification officialisée et célébrée le 23 octobre 2015[30],[25].

Existent également :
- La Mort-au-Moine à Précigné (Sarthe) ;

- La Mort-del-Turc à Caves (Aude) ;

- La Mort-aux-Barbes à  Saint-Parres-lès-Vaudes (Aube) ;

- La Mort-aux-Femmes à Erbray (Loire-Atlantique) ;

- La Mort-des-Hommes à Sanssat (Allier) ;

- La Mort-aux-Bêtes à Pierrefitte (Deux-Sèvres).